# Сарби (Бакау)
Сарби (рум. Sârbi) насеље је у Румунији у округу Бакау у општини Поду Туркулуј. Oпштина се налази на надморској висини од 198 m.

## Становништво
Према подацима из 2011. године у насељу је живело 531 становника.